# サルコファーゴ
サルコファーゴ (Sarcófago) は、ブラジル・ベロオリゾンテ出身のエクストリーム・メタルバンドである。バンド名はスペイン語で石棺の意。中心人物はセパルトゥラの元ヴォーカリストWagner Lamounierである。1stアルバムI.N.R.I.のジャケットに掲載されているメンバーの写真がブラックメタルのコープスペイントに多大な影響を与えたといわれている 。また、楽曲も初期のブラックメタルシーンの形成に大きく寄与することとなった。The Laws of Scourgeはテクニカルデスメタルの最初のアルバムの一つともいわれている
。

## バイオグラフィ
1985年にウベルランジアで結成される。
ヘヴィメタル界でブラストビートを最初に行ったことで名高い"D.D. Crazy"をドラマーとして迎えて、1987年に1stアルバムI.N.R.I.をリリース。本アルバムにおける、コープスペイント、革ジャン、ガンベルトといったメンバーの服装はブラックメタルのファッションスタイルをはじめて表したものとされている。
ファッションと同様、音楽性も非常に影響力のあるもので、ジャンルの形成に大きく寄与することとなった。
このように、彼らの1stアルバムは今や伝説とも評されているが、Lamounierはその出来に満足しなかった。彼はレコーディングの出来に不平をもらしており、バンドはいざこざに悩まされた 。
その結果、I.N.R.I.のリリース後にサルコファーゴは少しの間解散することとなった。LamounierはFederal University of Uberlândiaで経済学を学ぶためにウベルランジアに行き、ButcherとD.D. Crazyはバンドから脱退したのである。
その後、D.D. CrazyはSextrashのデビューアルバムでその手腕を発揮している 。
1989年にバンド史上はじめてのEPであるRottingがリリースされるや否や、大きな論争が巻き起こった。伝統的な死神の図像がキリストと思われる人物の顔を舐めているアートワークだったからである。
中世の絵画を下敷きにしているというこのアートワークを手がけたKelson Frostはいばらの冠を男の頭部に描かなかった。いばらの冠はキリストの表象である。
Rottingは激しく、ファストなブラックメタルだった1stアルバムとは違うものに仕上がった。セッションドラマーだった"Joker"がクロスオーバー・スラッシュメタルのような今までと違った要素を持ち込んだためだ。Wagnerもレコーディングの間にギターを練習し、作曲面で貢献している。
本EPはバンド史上初の世界中でディストリビュートされたものとなった。
1991年、2ndアルバムThe Laws of Scourgeがリリース。
本アルバムでは演奏技術の大幅な向上とプロダクションの改善、そして作曲面で洗練されたこともあり、バンドはテクニカルデスメタルと呼ばれるスタイルをとることに成功した。
この音楽性の変化は新しく加入したギタリストのFábio "Jhasko"とドラマーのLúcio Olliverの影響によるものである。具体的にはゴッドフレッシュ、パラダイス・ロスト、ボルト・スロワー、ディーサイド、モービッド・エンジェルといったバンドの影響を強く受けている。
The Laws of Scourgeは、バンド史上一番売れたレコードになった。このリリースに伴ってバンドははじめて世界規模のツアーを敢行し、南米やヨーロッパをまわった。ブラジルのサンパウロではDirty Rotten Imbecilesのオープニングアクトをつとめている。
1994年、3rdアルバムHateをリリース。本作品はドラムマシンを導入していることで波紋を呼んだ。しかし、Lamounierはドラムマシンを使うことに何のためらいもなかったと語っている。彼によれば、ほとんどのデスメタルバンドはトリガーを使っているが、結局ドラムマシンも同じような音になるのだから一緒だと言うのである。
同時期にメンバーは長髪スタイルをやめている。1990年代に大きなブームを巻き起こしたグランジに対する反抗である。長髪スタイルの男性は伝統的にカウンターカルチャーと結びつけて語られてきたそしてそれは今日のヘヴィメタルにおいても健在だ。
Wagnerはこう語る。
| 「 | 世のマヌケどもは髪を長くしてニルヴァーナとかパール・ジャムのシャツなんかを着てやがる。別にそういうバンドに敵意を持っているわけじゃない。でも、バンドワゴン効果には反対だな。トレンドに堕したらだめなんだ。大衆化は人間を堕落させるからな。 | 」 |

1997年にはラストアルバムとなるThe Worst'をリリース。MinelliとLamounierはこの作品をバンドのディスコグラフィーにおける総括と考えている。
2000年に最後のEPCrustをリリースし、バンドは解散した。

## 音楽的特徴と思想
ヴェノムやヘルハマーの影響を受けて、初期の歌詞はサタニックなテーマを扱っており、邪悪な単語や残虐なストーリーが好んで用いられる。聖母マリアの処女懐胎の冒涜的な翻案ともいえる"Desecration of (the) Virgin"という楽曲を例にとってみよう。
| 「 | 聖なる誕生日の 七夜前に 邪悪なる主は姿を現した 処女の家に 悪魔が愛撫し 犯すと彼女は喜びに喘ぐ もう処女じゃないんだぜ 彼女はサタンに犯されてしまったからさ！ | 」 |

未だに意見は分かれているものの、1stEPのRottingからバンドのキリスト教に対する態度は反キリストというよりも不可知論的なものになっていったといわれている。カトリックがブラジルにもたらした疎外に対する批判がオリジナル盤には掲載されている。バンドはキリストの位格的結合にも疑問を呈している。彼は自己の考えのせいで死んだ一人の男にすぎないと言うのである。また、先のテーマよりはふざけているが、本アルバムには"女、酒、メタル"という快楽主義的な言葉がヘッドバンガーたちに向けたものとして掲載されている。

## 後続への影響
サルコファーゴの登場は世界中のブラックメタル、特にスカンジナビア周辺のいわゆる第二派の世代に計り知れない影響を与えた。ダークスローンのFenrizはオールドスクールブラックメタルの名曲を集めたコンピレーションを作成し、サルコファーゴの"Satanic Lust"を収録している。彼はI.N.R.I.を絶対に買わなければいけないアルバムだと評している。
ユーロニモスはブラックメタルシーンの黎明期にLamounierと連絡を取り合っている。
『ブラック・メタルの血塗られた歴史』で、MetalionはEuronymousが「サルコファーゴに夢中だった。鋲付きのガンベルトをたくさんつけてコープスペイントを施していたからね。彼は世界中のバンドがこんな風になればいいのに！と言っていた。」と述べている。 サテリコンは"I.N.R.I."をカバーしている。また、コグメロからリリースされたサルコファーゴのトリビュートアルバムにも参加している。ゴルゴロスの中心メンバーであるInfernusとKing ov Hellも影響を受けたという。
サルコファーゴから影響を受けたと言う点ではフィンランドシーンも例外ではない。ベヘリットの中心人物であるニュークリア・ホロコーストは「多大な影響を受けたバンド」の一つだと語っている。インペイルド・ナザリーンのミーカは「スレイヤーのレイン・イン・ブラッドとサルコファーゴのI.N.R.I.は誰にも超えられねえな」と主張する。彼らの"The Black Vomit"のカバーは前出のコグメロからリリースされたTribute to Sarcófagoに収録されている。
しかし、Lamounier自身はサルコファーゴから影響を受けたバンド、特にノルウェーのブラックメタルシーンのバンドのいくつかに対して批判的な態度を取っている。世界でも有数の先進国がこのような音楽シーンを築き上げたことを不思議に思っているようである。
イモータルを気に入っている一方で、Wagnerはユーロニモスを"キチガイ"呼ばわりし、バーズムは"紛れもないクズ"だと考えている。彼はブラックメタルバンドがよくやる意図的に音質を悪くする手法も批判している。Lamounierはバーズムのギターの音質はまるで「トランジスタラジオでレコーディングしたみたいだ」と言っている。

## メンバー

### 解散時のメンバー
- Wagner "Antichrist" Lamounier - リードギター、ボーカル(1985-2000) バンドの中心人物。セパルトゥラの初代ヴォーカリストであり、1stEP収録のAntichristで歌詞を書いている[34]。経済学の博士号を取得し、現在はミナス・ジェライス連邦大学で教授として着任している[35]。
- Geraldo "Gerald Incubus" Minelli - ベース、バッキングボーカル(1986-2000)

### セッションメンバー
- Eugênio "Dead Zone" - キーボード(1994-2000)
- Vanir Jr. - キーボード(1991-1993)
- Manoel "Joker" - ドラム(1989-1991)

### 元メンバー
- Zeber "Butcher" - ギター(1985-1987)
- Juninho "Pussy Fucker"  - ベース(1985-1986)
- Armando "Leprous" Sampaio - ドラム(1985-1986)
- Eduardo "D.D. Crazy" - ドラム（1986-1987）
- Fabio "Jhasko" - ギター(1991-1993)
- Lucio Olliver - ドラム(1991-1993)

## ディスコグラフィ

### アルバム
- 1987年 - I.N.R.I.
- 1991年 - The Laws of Scourge
- 1994年 - Hate
- 1996年 - The Worst

### EP
- 1989年 - Rotting
- 1992年 - Crush,Kill,Destroy
- 2000年 - Crust

## 参考書籍
- Barcinski, André; Sílvio Gomes (1999). Sepultura: Toda a História. São Paulo: Editora 34. ISBN 978-85-7326-156-1
- “Black Metal Foundations Top 20: The First Wave”. Terrorizer 128:  42–43. (2005).
- Colmatti, Andréa (1997). “Sepultura: Igor Cavalera”. Modern Drummer Brasil 6:  18–26, 28–30.
- Filho, Fernando Souza (1992). “Sarcófago: Cada Dia Mais Sujo e Agressivo”. Rock Brigade 67:  42–44.
- Franzin, Ricardo (1997). “Sarcófago: A 'Pior' Banda do Mundo Fala Tudo”. Rock Brigade 130:  16–18.
- Gimenez, Karen (1995). “Sarcófago: Quarteto que Virou Dupla”. Rock Brigade 102:  54–55.
- Moynihan, Michael; Didrik Søderlind (2003). Lords of Chaos: The Bloody Rise of the Satanic Metal Underground. Los Angeles: Feral House. ISBN 0-922915-94-6
- Nemitz, Cézar (1994). “Sarcófago: O Tormento Continua...”. Dynamite 13:  58–59.
- Gabriel, Ricardo (2008). “Sarcófago: Tributo à Banda Mais Polêmica do Brasil”. Roadie Crew 114:  54–56.
- Schwarz, Paul; Guy Strachan (2005). “The Boys from the Black Stuff: A Brief History of Black Metal”. Terrorizer 128:  35–37.
- Synnott, Anthony (1987). “Shame and Glory: A Sociology of Hair”. British Journal of Sociology 38 (3):  381–413. doi:10.2307/590695. ISSN 0007-1315. JSTOR 590695.
- Weinstein, Geena (2000). Heavy Metal: The Music And Its Culture. Cambridge: Da Capo. ISBN 978-0-306-80970-5